# كيكي بالمر
لورين كيانا «كيكي» بالمر (بالإنجليزية: Keke Palmer) (ولدت في 26 أغسطس 1993)، (هارفي اليانويس) في الولايات المتحدة الأمريكية، هي اميركية رشحت وصورة جائزة الفائز في سن المراهقة الممثلة والمغنية الذي ارتفع إلى الشهرة لادائها في في فيلم ونحلة هي حاليا النجوم كحرف اسمية في (نيكولوديون) المسرحية الهزلية، نائب الرئيس، ومثلت بالفلم من إنتاج (ديزني) (قفزة في!) بجانب الممثل والمغني (كوربن بلو) في عام 2007.

## وصلات خارجية
- كيكي بالمر على موقع IMDb (الإنجليزية)
- كيكي بالمر على موقع ألو سيني (الفرنسية)
- كيكي بالمر على موقع ميوزك برينز (الإنجليزية)
- كيكي بالمر على موقع تيرنر كلاسيك موفيز (الإنجليزية)
- كيكي بالمر على موقع أول موفي (الإنجليزية)
- كيكي بالمر على موقع قاعدة بيانات برودواي على الإنترنت (الإنجليزية)
- كيكي بالمر على موقع إن إن دي بي (الإنجليزية)
- كيكي بالمر على موقع أول ميوزيك (الإنجليزية)
- كيكي بالمر على موقع ديسكوغز (الإنجليزية)
- كيكي بالمر على موقع قاعدة بيانات الفيلم (الإنجليزية)